# Maria Antonietta Sycylijska (1851–1918)
Maria Antonietta Józefa Burbon-Sycylijska (ur. 16 marca 1851 w Neapolu; zm. 12 września 1918 we Fryburgu Bryzgowijskim), księżniczka Obojga Sycylii.

## Życiorys
Maria Antonietta urodziła się jako najstarsza córka Francesco Burbon-Sycylijskiego, hrabiego Trapani, i jego żony – arcyksiężniczki Marii Izabelli Habsburg. 8 czerwca 1868 w Rzymie wyszła za mąż za swojego kuzyna – Alfonsa Burbona, hrabiego Caserty i księcia Obojga Sycylii (syna Ferdynanda II, króla Obojga Sycylii i jego żony – arcyksiężniczki Marii Teresy Habsburg). Maria Antonietta zmarła w wieku 67 lat, we Fryburgu.

## Potomstwo
- Ferdinando Pius, książę Kalabrii (1869–1960)

∞ Maria Bawarska (córka króla Ludwika III i arcyksiężniczki Maria Teresa Habsburg-Este)
- Carlos Tancredi (1870–1949)

∞ Maria de las Mercedes Burbon, księżniczka Asturii
∞ Ludwika Burbon, księżniczka orleańska
- Francesco di Paola (1873–1876),
- Maria Immacolata (1874–1947)

∞ Johann Georg Saksoński (młodszy syn króla Jerzego I Saksońskiego i infantki Marii Anny Portugalskiej)
- Maria Cristina (1877–1947)

∞ Piotr Ferdynand Toskański, arcyksiążę austriacki (młodszy syn Ferdynanda IV Toskańskiego i Alicji Burbon, księżniczki parmeńskiej)
- Maria di Grazia (1878–1973)

∞ Dom Luiz Bragança-Orleański (syn księżniczki Izabeli Brazylijskiej i Gastona Orleańskiego, hrabiego Eu)
- Maria Giuseppina Antonietta (1880–1971)
- Gennaro (1882–1944)

∞ Beatrice Bordessa, hrabina Villa Colli (tytuł nadano jej w 1923)
- Ranieri, książę Castro (1883–1973)

∞ hrabina Karolina Zamoyska (córka Andrzeja Zamoyskiego i Marii Karoliny Burbon, księżniczki sycylijskiej)
- Filippo (1885–1949)

∞ Ludwika Burbon, księżniczka orleańska (wnuczka Ferdynanda d'Alençon i księżniczki Zofii Charlotty Wittelsbach)
∞ Odette Labori
- Francesco d'Assisi (1888–1914)
- Gabriele (1897–1975)

∞ księżniczka Małgorzata Czartoryska (córka Adama Ludwika Czartoryskiego i Marii Ludwiki Krasińskiej)
∞ księżniczka Cecylia Lubomirska (córka Kazimierza Lubomirskiego i hrabiny Teresy Wodzickiej)